# Mentuhotep IV.
Mentuhotep IV. byl posledním faraonem 11. dynastie ve starověkém Egyptu. Podle Turínského listu se doba jeho vlády odhaduje na sedm let. Mentuhotep IV. se objevuje v několika textech v Vádí Hammámat, které popisují expedici k pobřeží Rudého moře. Zdá se, že byl synem svého předchůdce.
Ve druhém roce jeho vlády byl jeho vezírem Amennemhet, který je považován za budoucího krále Amenemheta I., prvního faraona 12. dynastie. Předpokládá se, že poté, co Mentuhotep IV. zemřel jako bezdětný, se Amenemhet ujal vlády. Avšak tato ani jiné domněnky nejsou nijak historicky doložené. Jeho hrobka nebyla nikdy nalezena.